# Myxilla anchoratum
Myxilla anchoratum är en svampdjursart som först beskrevs av Patricia R. Bergquist och Fromont 1988.  Myxilla anchoratum ingår i släktet Myxilla och familjen Myxillidae. Inga underarter finns listade i Catalogue of Life.